# Уотертон-Лейкс
Национальный парк Уотертон-Лейкс (англ. Waterton Lakes National Park, фр. Parc national des Lacs-Waterton) — национальный парк Канады, расположенный на юго-западе канадской провинции Альберта на границе с провинцией Британская Колумбия и штатом Монтана, США. Парк входит во всемирную сеть биосферных резерватов, а также является объектом Всемирного наследия ЮНЕСКО совместно с американским национальным парком Глейшер.

## Физико-географическая характеристика

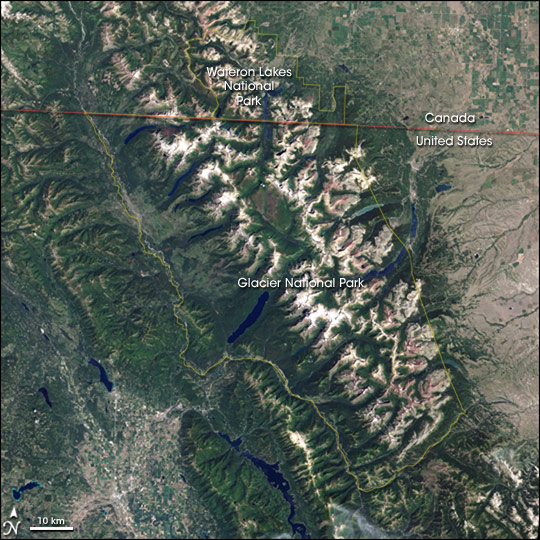
Карта парков

Национальный парк расположен в провинции Альберта, в 270 км к югу от города Калгари, и в 130 км юго-западнее Летбриджа на восточном склоне Скалистых гор.
Площадь национального парка составляет 505,0 км². Одноимённый биосферный резерват разделён согласно концепции зонирования и включает ядро площадью 462,85 км², буферную зону площадью 63,12 км², а также транзитную зону, которая включает в себя 20 км полосу восточнее и севернее парка.
Высота над уровнем моря колеблется от 1274 до 2918 метров. Около 1500 миллионов лет назад на этой территории существовало море, присутствие которого доказано окаменелой рябью, а также кристаллами соли. Затем, ещё до появления сложных живых организмов, в результате эрозии сформировались каменные породы. В парке представлены каменные породы различной цветовой гаммы: красный аргиллит содержит окисленное железо, в то время как зелёный — неокисленное; камни бежевого, серого и коричневого цветов — доломиты и известняки, чёрные камни — вулканического происхождения.
Горы в национальном парке Уотертон-Лейкс сформированы в ходе одного крупного движения, а не многих более мелких, как в случае остальной части Канадских Скалистых гор. За миллионы лет движение с юго-запада на северо-восток, позволило породе передвинуться на 100 км и перекрыть более молодые (70 миллионов лет) породы. Эта складчатость носит название Льюис-Траст (Lewis Thrust).

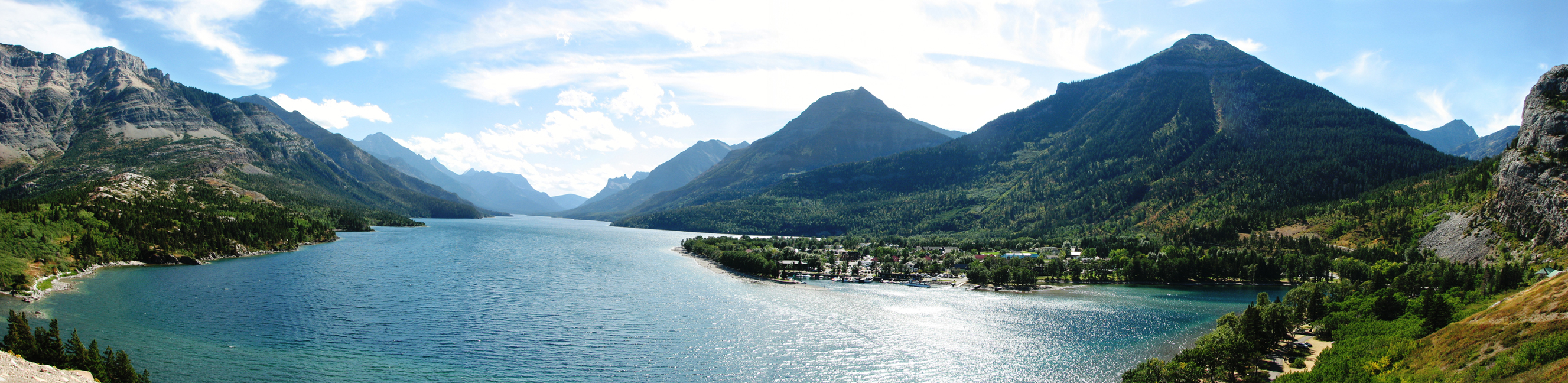
Одно из озёр Уотертон

## Флора и фауна

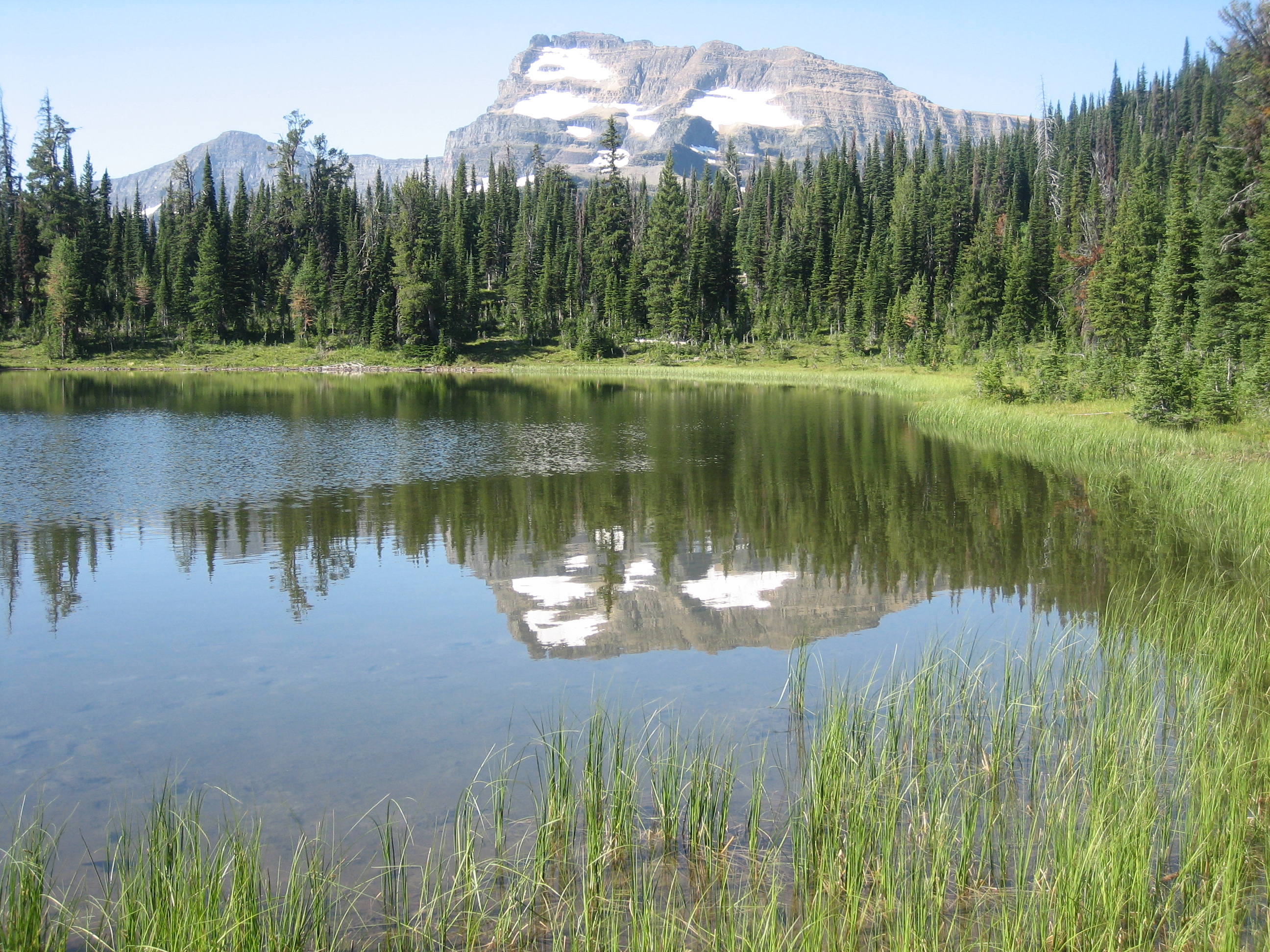
Озеро Саммит в парке

Значительные изменения высоты над уровнем моря являются основной причиной биологического разнообразия региона, который включает в себя поля, субальпийские леса, альпийскую тундру, прерии, скалы, озёра и болотистые почвы с пресной водой. Каждая из этих экозон имеет характерную растительность. В прериях произрастают такие виды как Danthonia, Festuca scabrella и Koeleria macrantha; лиственные леса характеризуются Populus tremuloides, Amelanchier alnifolia и Heracleum lanatum; высокогорные альпийские луга — Pseudotsuga menziesii, Pinus contorta, Pinus flexilis и Pinus albicaulis. Над уровнем роста деревьев растут такие виды как Dryas octopetala и Polemonium viscosum. Субальпийский лес характеризуется Picea engelmannii и Abies lasiocarpa в нижней части и Larix lyallii, Luzula hitchcockii, Picea engelmannii и Abies lasiocarpa — в верхней.

## Охрана территории

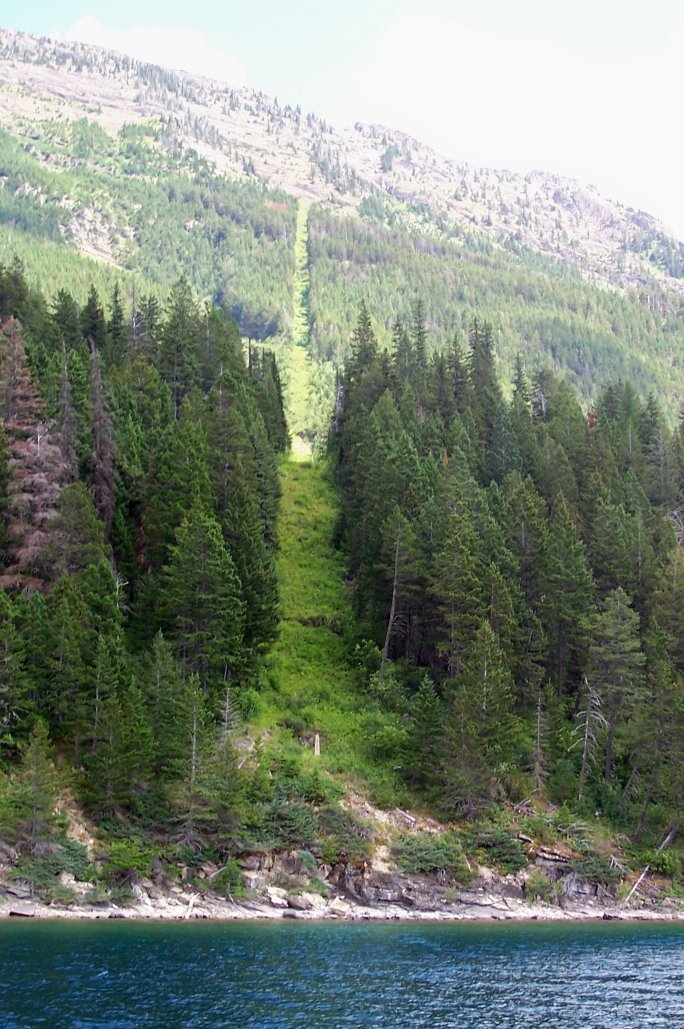
По парку проходит 49 параллель

В 1932 году национальные парки Глейшер и Уотертон-Лейкс объединились, став первым международным парком мира. В 1992 году парк мира был объявлен объектом Всемирного наследия. Основными причинами стали исключительное биоразнообразие растительного мира и млекопитающих, а также выдающиеся виды гор и ледников. В 1979 году национальный парк и окружающая его территория были включены во всемирную сеть биосферных резерватов.